# アッピア街道

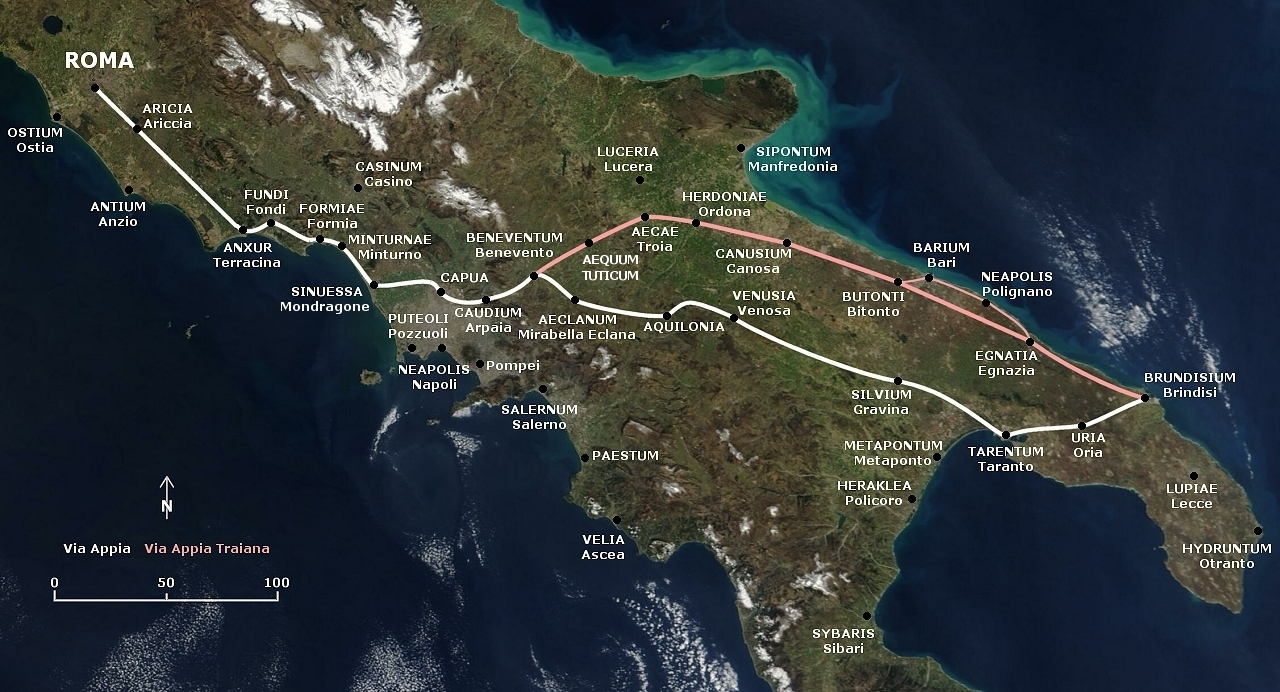
アッピア街道の道筋（白線）

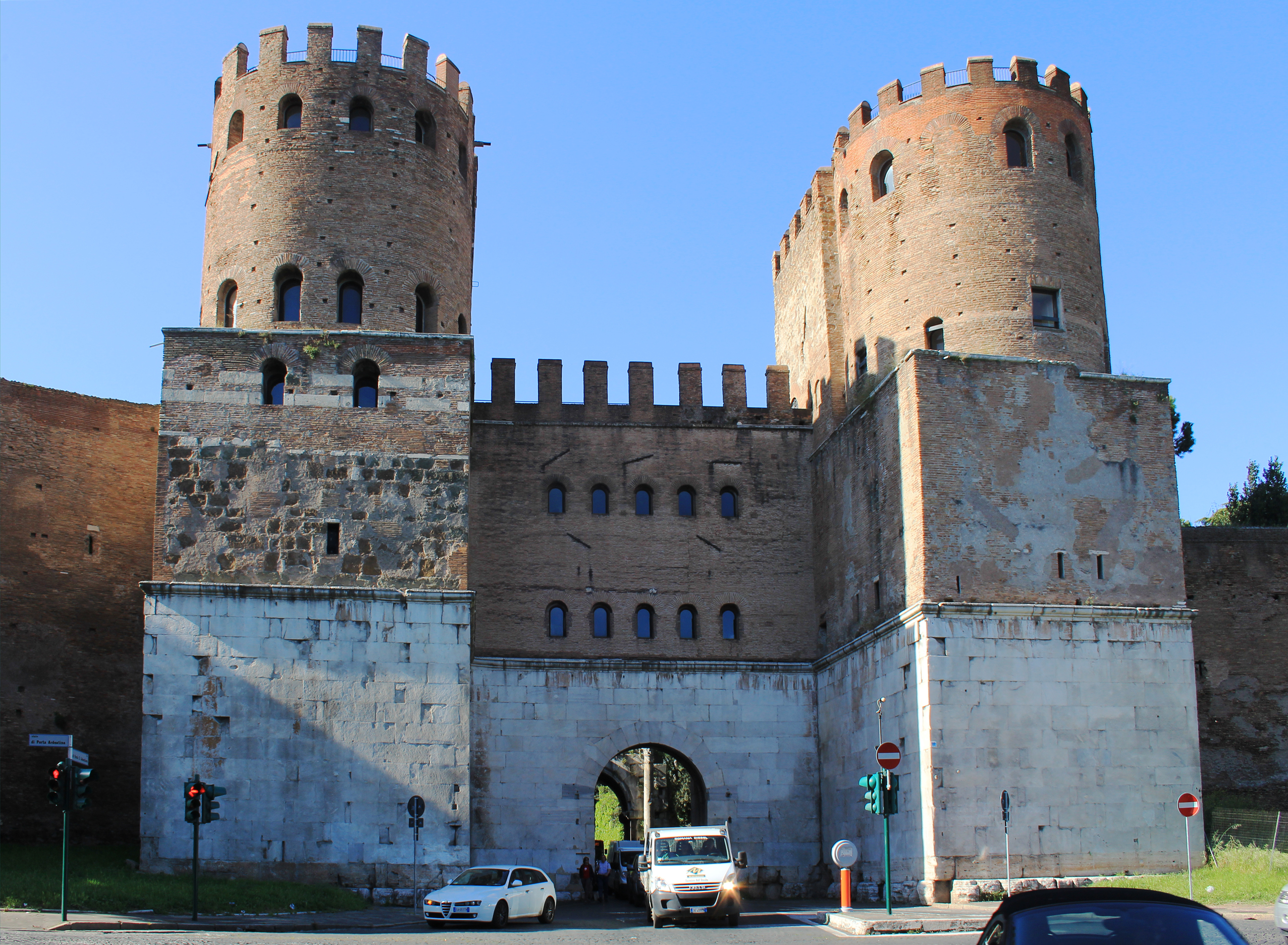
ローマ市街の境界サン・セバスティアーノ門

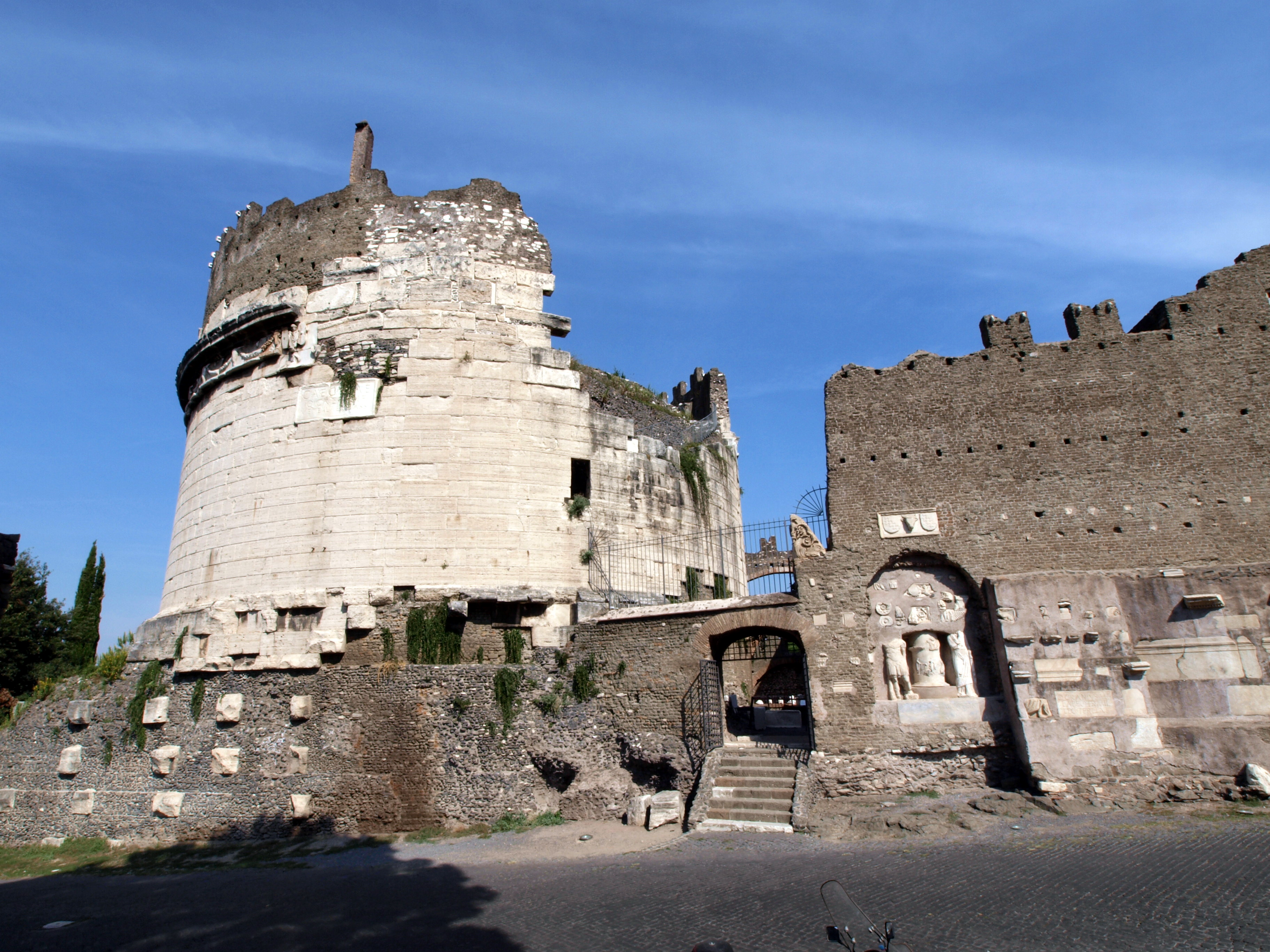
第3マイル付近のチェチーラ・メテッラの墓

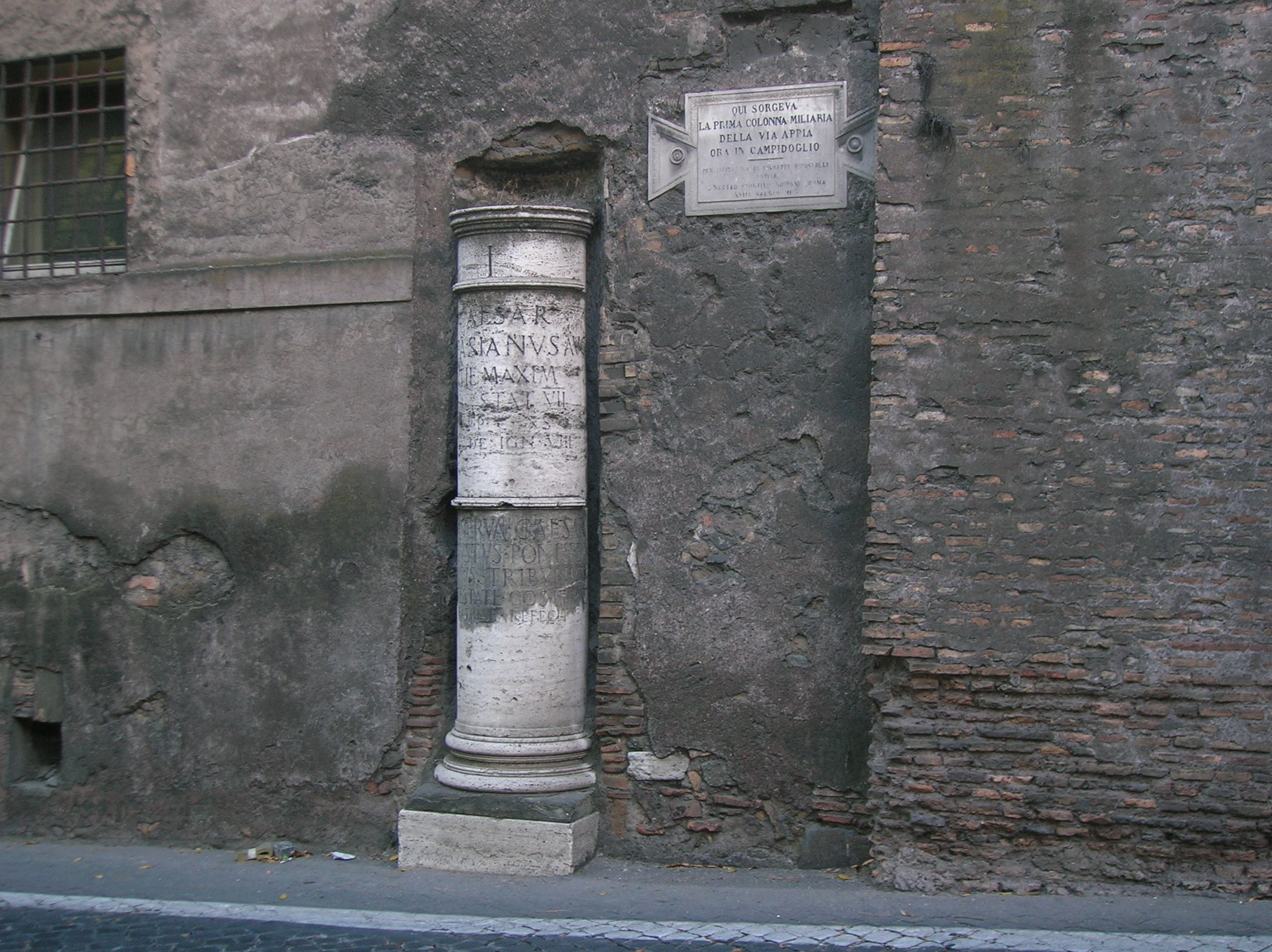
第1マイルストーン

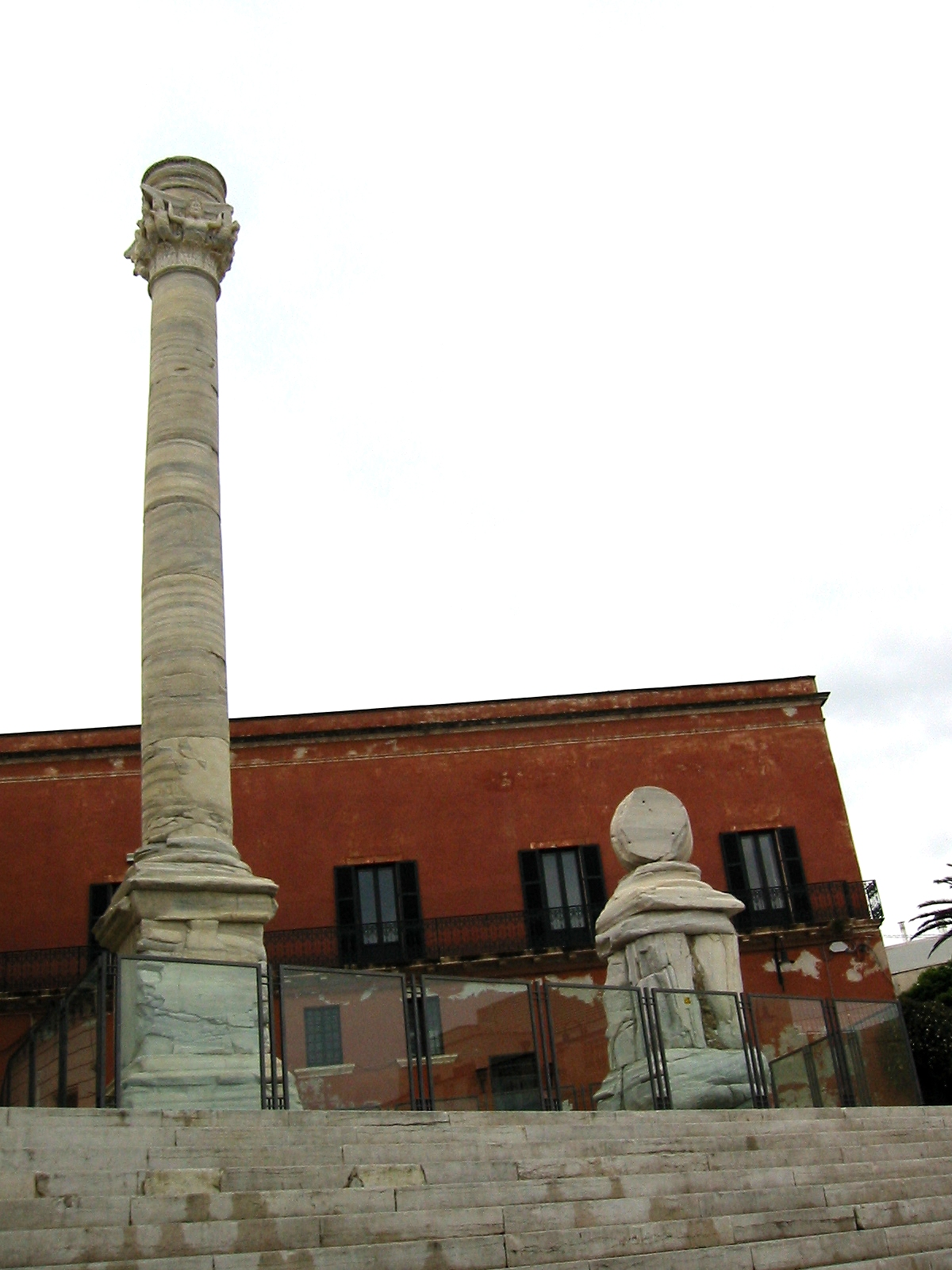
終点のブリンディジ

アッピア街道（アッピアかいどう、ラテン語: Via Appia）は、現存するローマ街道の中でも最も有名なもののひとつで「街道の女王」の異名を持つ。新しいアッピア街道が1784年に旧道に平行して敷設されたため、アッピア旧街道（Via Appia Antica）とも呼ばれる。2024年にUNESCOの世界遺産リストに登録された。

## 概要・歴史
紀元前312年、当時のケンソルであったアッピウス・クラウディウス・カエクスの要請により、元老院の反対のなか、ローマとアルバーノ丘陵を結んでいた街道を改修、拡大し敷設が始まった。敷石には頑丈なウェスウィウス山の火山岩（おもに玄武岩）が用いられた。
アッピア旧街道の当初のルートはローマのセルウィウス城壁出口の一つカペーナ門（カラカラ浴場付近）を起点とし、アリッチャ、アッピウスのフォルム、テッラチーナ、フォンディ、フォルミア、ミントゥルノ（ミントゥルナエ）、モンドラゴーネ（シヌエッサ）、カープアまでであった。
紀元前190年、街道はベネウェントゥム（現在のベネヴェント）やウェヌシア（現在のヴェノーザ）までさらに延長され、紀元前244年にはタレントゥム（現在のターラント）とブルンディシウム（現在のブリンディジ）まで延長された。
また、途中のベネウェントゥムからブルンディシウム（現在のブリンディジ）を直線で結ぶトラヤナ街道（トラヤヌスのアッピア街道）が109年に造られている。
紀元前71年、約6000人の奴隷がスパルタクスに率いられ反乱を起こした。マルクス・リキニウス・クラッススによってこの奴隷反乱が鎮圧されると逮捕された反乱者たちは街道沿いに十字架にかけられ、それらはポンペイにまで達した。
ローマ帝国の滅亡後、街道は永らく使用されなかったが教皇ピウス6世の命により修復され再び利用された。
街道の広い部分は元の状態で現在まで保存されていて、ところどころは現在でも自動車道として使用されている（ヴェッレトリ近辺など）。ローマに近い街道沿いの部分では、ローマ時代の墓碑や初期キリスト教のカタコンベを多数見ることができる。
ローマ布教に際し皇帝ネロによる弾圧で追われる身となった聖ペトロが、アッピア街道の中途でイエスの幻影に出会い、「主よ、どこへ行かれるのですか（Domine, quo vadis ?）」と尋ねたところとしても知られる。現在その場所にはドミネ・クォ・ヴァディス教会が建てられている。このとき「もう一度十字架にかけられるためにローマへ」というイエスの答えを聞いたペトロは己のすべきことを悟って再度ローマへ赴き、逮捕されて逆さ十字架の刑に処されたとされる。刑場の跡地は現在のバチカンであり、墓所はサン・ピエトロ大聖堂となっている。
サン・セバスティアーノ門を起点とし、ドミネ・クォ・ヴァディス教会の地点より10キロほどの緑地帯が続く「旧アッピア街道（ヴィア・アッピア・アンティカ）」は、ローマ帝国時代の石畳と松並木（イタリアカサマツ）の風景、街道周囲の遺跡が今も残るアッピア街道州立公園として整備されている。並行して「新アッピア街道（ヴィア・アッピア・ヌオヴァ）」という高速道路も存在し、ローマ・チャンピーノ空港を経由して南東方向へと伸びている。チャンピーノを過ぎたあたりで州立公園の旧道は終了し、新アッピア街道と合流して現代の道路の様相となる。

## マイルストーン
紀元前123年頃の「センプロニウス諸法」のうちの一つ、道路関連法に基き、主要な街道に1ローマ・マイル（1000歩）ごとに設置したのが始まりとされ、アッピア街道にはこのマイルストーンが現在でも残っている。 起点はフォロ・ロマーノである。

### 第1マイルストーン（I Milliarium）
サン・セバスティアーノ門（アッピア門）の少し先、トレニタリアの線路の手前に第1マイルストーン（里程標）がある。これは76年に建てられたものの複製で、実物はカンピドリオ広場に置かれている。なお、第1マイルストーンの設置場所は現在の位置ではなく、アッピア門の所であったという説もある。碑文は次のようなものである。
I. / IMP（ERATOR）  CAESAR / VESPASIANUS  AUG（USTUS） / PONTIF（EX）   MAXIM（US） /  TRIB（UNICIA） POTESTAT（E）  VII /  IMP（ERATOR） XVII  P（ATER）  P（ATRIAE）  CENSOR / CO（N）S（UL） VII  DESIGN（ATUS）   VIII
日本語意訳：ここが1マイル / インペラトル・カエサル / ウェスパシアヌス・アウグストゥス（＝ウェスパシアヌス帝のこと）/ 最高神祇官 / 護民官7回 / インペラトール歓呼17回 国家の父 ケンソル / 執政官7回 翌年執政官8回
IMP（ERATOR） NERVA CAE（SAR） / AUGUSTUS PONTIFEX / MAXIMUS TRIBUNICIA / POTESTATE CO（N）S（ULE） III PAT（ER） / PATRIAE RIFECIT
日本語意訳：インペラトール・ネルウァ・カエサル / アウグストゥス（＝ネルウァ帝のこと）最高神祇官 / 護民官 執政官3回 / 国家の父 が（この里程標を）再建した

## 世界遺産

### 登録基準
この世界遺産は世界遺産登録基準のうち、以下の条件を満たし、登録された（以下の基準は世界遺産センター公表の登録基準からの翻訳、引用である）。
- (3) 現存するまたは消滅した文化的伝統または文明の、唯一のまたは少なくとも稀な証拠。
- (4) 人類の歴史上重要な時代を例証する建築様式、建築物群、技術の集積または景観の優れた例。
- (6) 顕著で普遍的な意義を有する出来事、現存する伝統、思想、信仰または芸術的、文学的作品と直接にまたは明白に関連するもの（この基準は他の基準と組み合わせて用いるのが望ましいと世界遺産委員会は考えている）。